# Dino Mikanović
Dino Mikanović (Nova Gradiška, 7 maggio 1994) è un calciatore croato, difensore dell'HNK Gorica.

## Carriera

### Club
Cresciuto nell'Osijek, nel 2012 si trasferisce all'Hajduk Spalato, con cui esordisce in prima squadra il 21 aprile 2013, nella partita di campionato pareggiata contro lo Slaven Belupo. Il 15 luglio 2015 viene acquistato dall'Aarhus, con cui firma un quadriennale; si impone fin da subito come titolare, arrivando a superare le cento presenze con la maglia del club danese.
Il 28 gennaio 2022 fa il suo ritorno all'Hajduk Spalato dopo ben sei anni e mezzo firmando un contratto valido fino all'estate del 2024.
Il 5 febbraio torna a vestire in campo la casacca dei Bili subentrando al posto di Gergő Lovrencsics, trova l'assist nel match di campionato vinto in casa del HNK Gorica (0-4). L'8 maggio seguente ritrova il gol con i Majstori s mora, va a segno nel derby dell'Adriatico vinto in casa del Rijeka (0-3).

### Nazionale
Ha giocato nelle nazionali giovanili croate Under-18, Under-19 ed Under-21.

## Statistiche

### Presenze e reti nei club
Statistiche aggiornate al 29 dicembre 2018.
| Stagione              | Squadra               | Campionato            | Campionato | Campionato | Coppe nazionali | Coppe nazionali | Coppe nazionali | Coppe continentali | Coppe continentali | Coppe continentali | Altre coppe | Altre coppe | Altre coppe | Totale | Totale |
| Stagione              | Squadra               | Comp                  | Pres       | Reti       | Comp            | Pres            | Reti            | Comp               | Pres               | Reti               | Comp        | Pres        | Reti        | Pres   | Reti   |
| --------------------- | --------------------- | --------------------- | ---------- | ---------- | --------------- | --------------- | --------------- | ------------------ | ------------------ | ------------------ | ----------- | ----------- | ----------- | ------ | ------ |
| 2012-2013             | Hajduk Spalato        | 1. HNL                | 1          | 0          | CC              | 2               | 0               | UEL                | -                  | -                  | -           | -           | -           | 3      | 0      |
| 2013-2014             | Hajduk Spalato        | 1. HNL                | 10         | 1          | CC              | 2               | 0               | UEL                | 4                  | 0                  | SC          | 1           | 0           | 17     | 1      |
| 2014-2015             | Hajduk Spalato        | 1. HNL                | 13         | 0          | CC              | 1               | 0               | UEL                | 1                  | 0                  | -           | -           | -           | 15     | 0      |
| lug. 2015             | Hajduk Spalato        | 1. HNL                | -          | -          | CC              | -               | -               | UEL                | 1                  | 0                  | -           | -           | -           | 1      | 0      |
| Totale Hajduk Spalato | Totale Hajduk Spalato | Totale Hajduk Spalato | 24         | 1          |                 | 5               | 0               |                    | 6                  | 0                  |             | 1           | 0           | 36     | 1      |
| 2015-2016             | Aarhus                | SL                    | 19         | 0          | CD              | 4               | 1               | -                  | -                  | -                  | -           | -           | -           | 23     | 1      |
| 2016-2017             | Aarhus                | SL                    | 20+9       | 0          | CD              | 1               | 0               | -                  | -                  | -                  | -           | -           | -           | 30     | 0      |
| 2017-2018             | Aarhus                | SL                    | 23+8       | 0          | CD              | 0               | 0               | -                  | -                  | -                  | -           | -           | -           | 31     | 0      |
| 2018-2019             | Aarhus                | SL                    | 20         | 0          | CD              | 2               | 0               | -                  | -                  | -                  | -           | -           | -           | 22     | 0      |
| Totale Aarhus         | Totale Aarhus         | Totale Aarhus         | 91+8       | 0          |                 | 7               | 1               |                    | -                  | -                  |             | -           | -           | 106    | 1      |
| Totale carriera       | Totale carriera       | Totale carriera       | 115+8      | 1          |                 | 12              | 1               |                    | 6                  | 0                  |             | 1           | 0           | 142    | 2      |

## Palmarès

### Club

#### Competizioni nazionali
- Coppa di Croazia: 3

Hajduk Spalato: 2012-2013, 2021-2022, 2022-2023
- Campionato kazako: 1

Qaýrat: 2020